# Coleocentrus caligatus
Coleocentrus caligatus là một loài tò vò trong họ Ichneumonidae.